# Алтарь Вита Ствоша

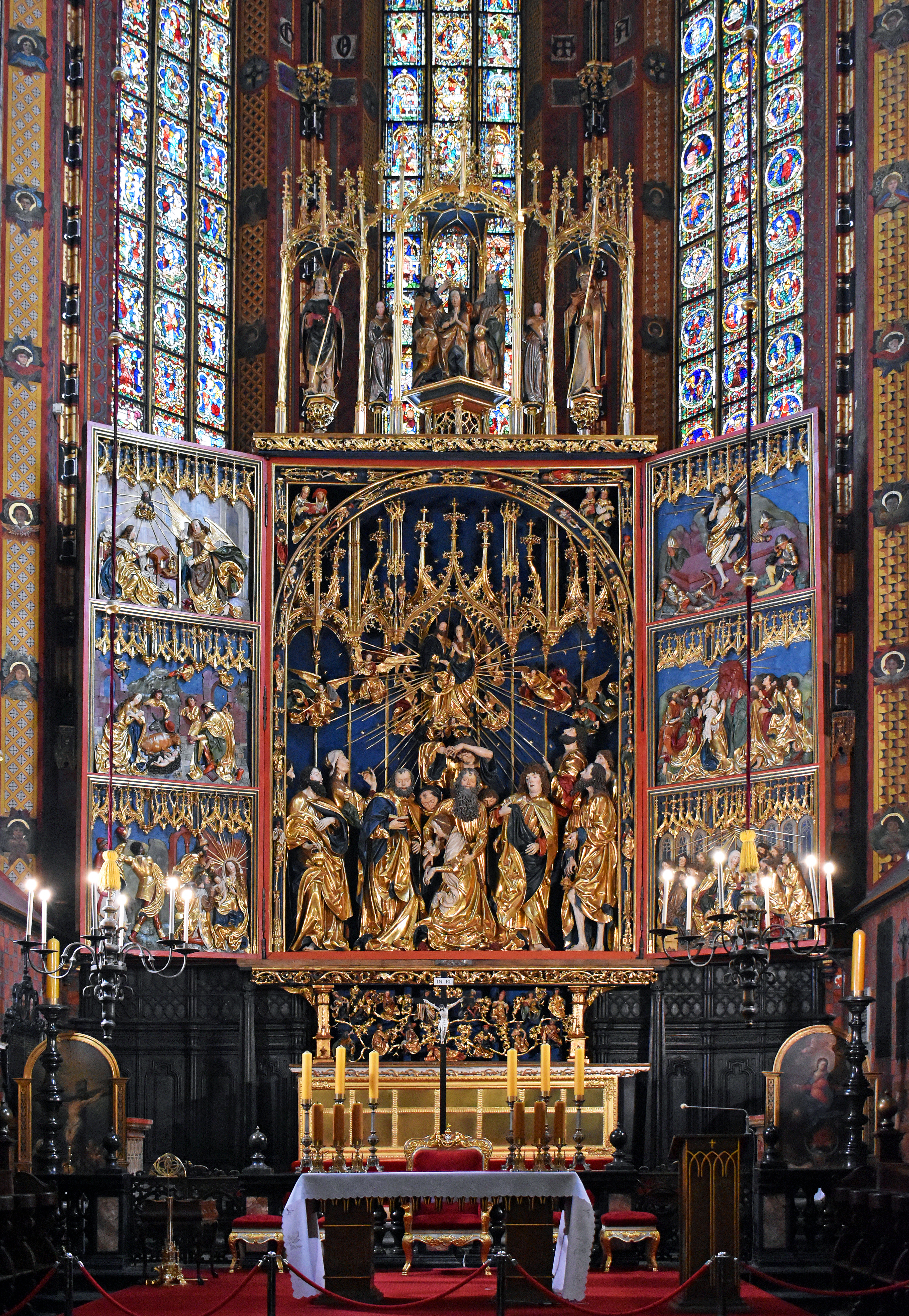
Алтарь Вита Ствоша. 1485—1489. Костёл Взятия на небо Пресвятой Девы Марии. Краков, Польша

Алтарь Вита Ствоша  (пол. Ołtarz Wita Stwosza) — главный алтарь Костёла Взятия на небо Пресвятой Девы Марии (в просторечии — Мариацкий костёл), Краков, Польша. Алтарь назван по имени его создателя Вита Ствоша (полонизированное имя скульптора Файта Штосса) и является произведением поздней готики с элементами Ренессанса.

## История
Вит Ствош, уроженец Нюрнберга, прибыл в Краков в 1477 году по просьбе местной немецкой общины, чтобы начать работу над алтарём церкви Успения Пресвятой Девы Марии. Вит Ствош работал над алтарём в течение двенадцати лет. В 1483 году городской муниципалитет выразил своё удовлетворение работой мастера и освободил его от уплаты налогов. В 1485 году мастер начал заключительные отделочные работы. Алтарь был готов к празднику Вознесения Девы Марии 15 августа 1489 года. Стоимость алтаря составила 2808 гульденов, что составляло примерно годовой бюджет Кракова.
В дальнейшем авторство алтаря было забыто. В 1824 году известный краковский краевед Амброзий Грабовский заново открыл авторство алтаря. С этого времени алтарь стал носить имя своего автора Вита Ствоша.
В сентябре 1939 года, после начала II Мировой войны, чтобы спасти алтарь от уничтожения, его демонтировали и на барже сплавили по Висле в Сандомир, где он хранился в местном соборе и семинарии. После оккупации Польши, немецкие власти в октябре 1939 года смогли обнаружить алтарь и перевезли его в Германию, где он хранился в подвалах Нюрнбергского замка. 30 апреля 1946 году алтарь вместе с Кодексом Бальтазара Бехема был возвращён в Краков.

## Описание
Вырезанный из липы, алтарь имеет размер 13 метров в высоту, 11 метров в ширину. Наибольшая фигура алтаря имеет размер 2,7 метров. Алтарь является самым большим из средневековых алтарей Европы и состоит из центрального панно и четырёх створок (две из которых можно увидеть, когда алтарь полностью закрыт). В нижней части центрального панно представлена сцена смерти Девы Марии, окружённой апостолами, а в верхней части — Взятие Пресвятой Девы Марии на небо. В самом верху центрального панно, под ажурным балдахином изображено Коронование Девы Пресвятой Троицей. На створках изображены сцены из жизни Марии: Благовещение, Рождество, Поклонение волхвов (левая створка), Воскресение Христа, Вознесение Христа и Сошествие Святого Духа на апостолов. У подножия алтаря изображается родословие Христа. Фигуры на главном панно своими размерами значительно превышают человеческий рост.

## Галерея

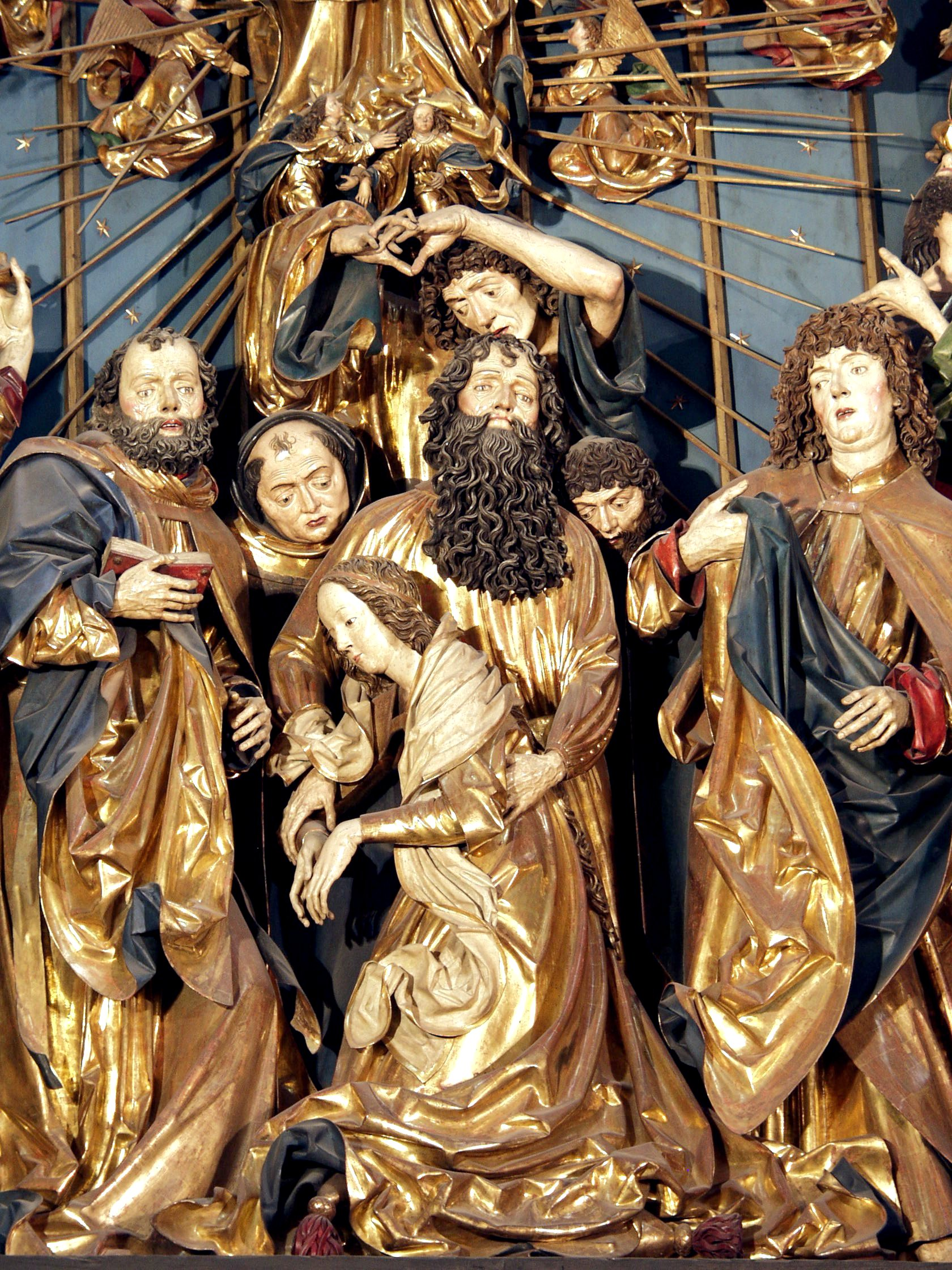
Смерть Марии
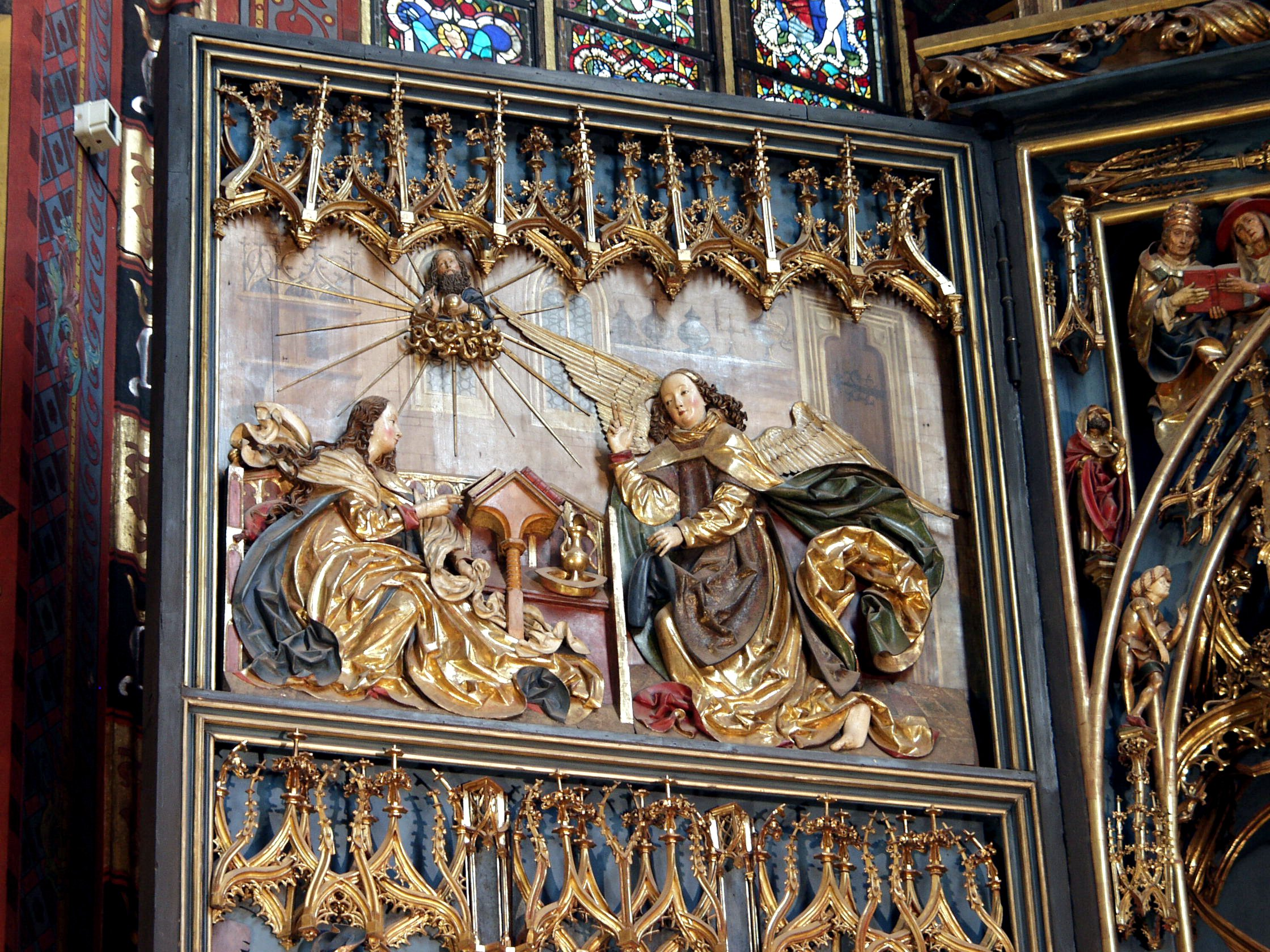
Благовещение
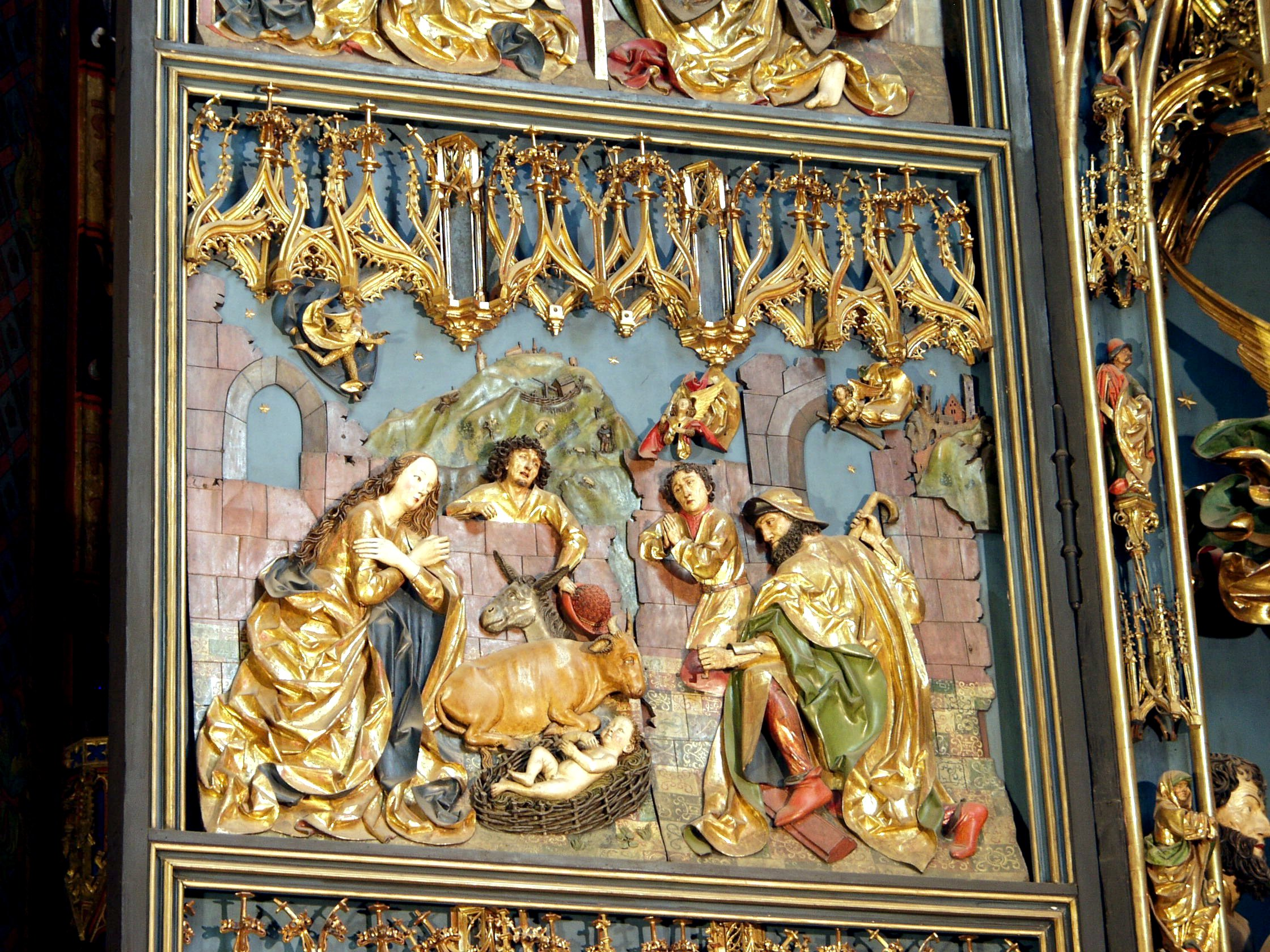
Рождество Иисуса Христа
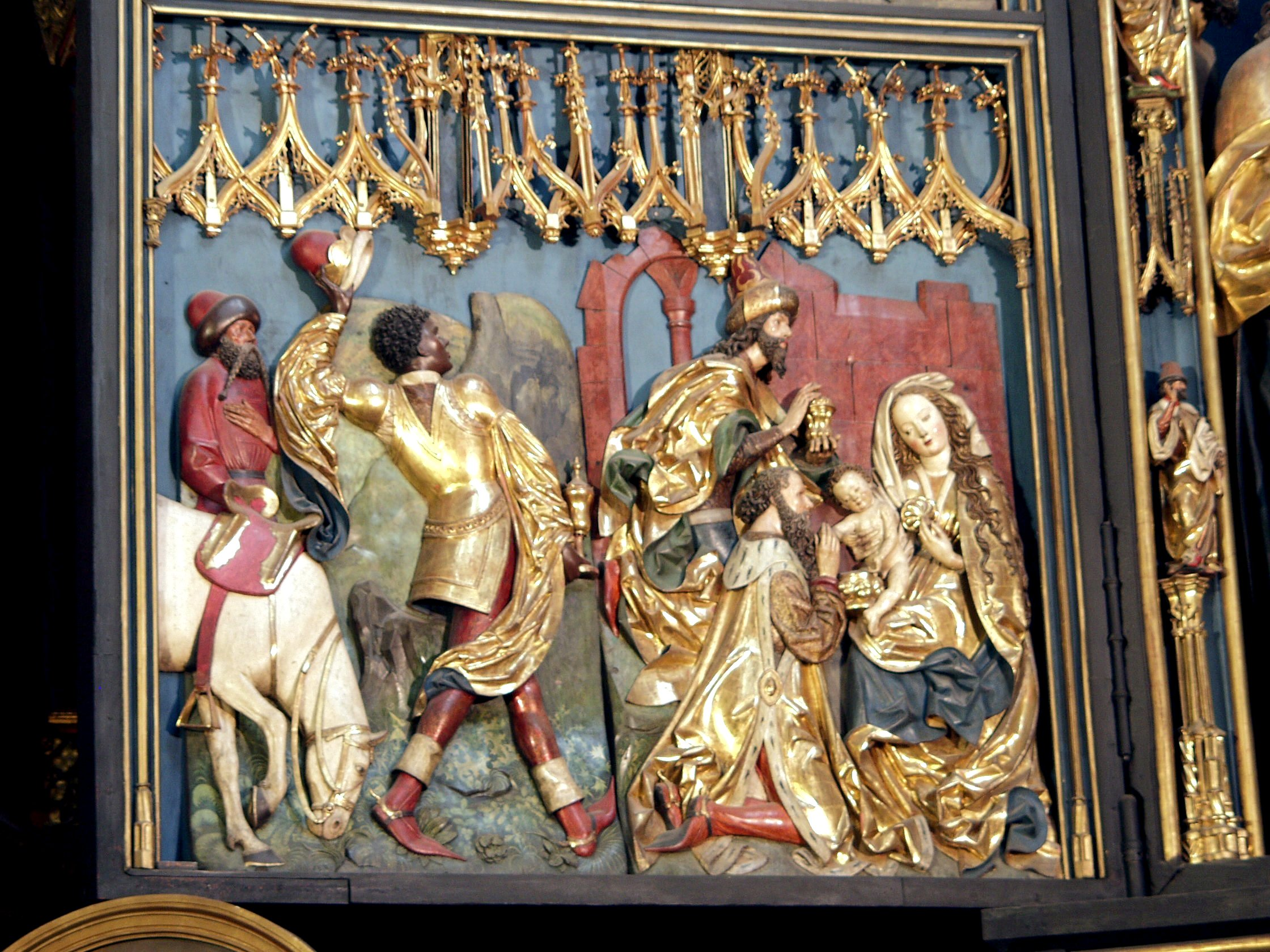
Поклонение волхвов
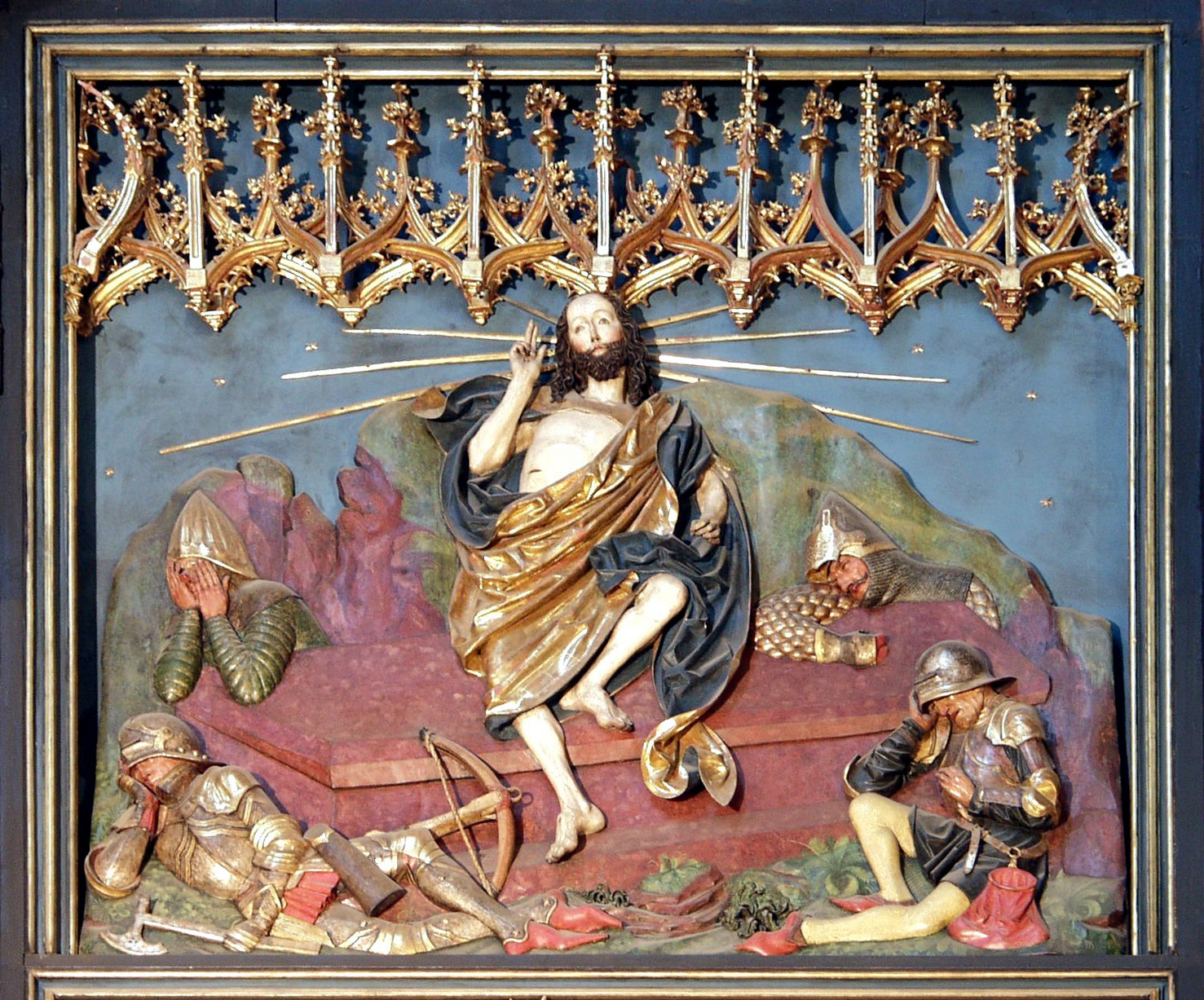
Воскресение Иисуса Христа
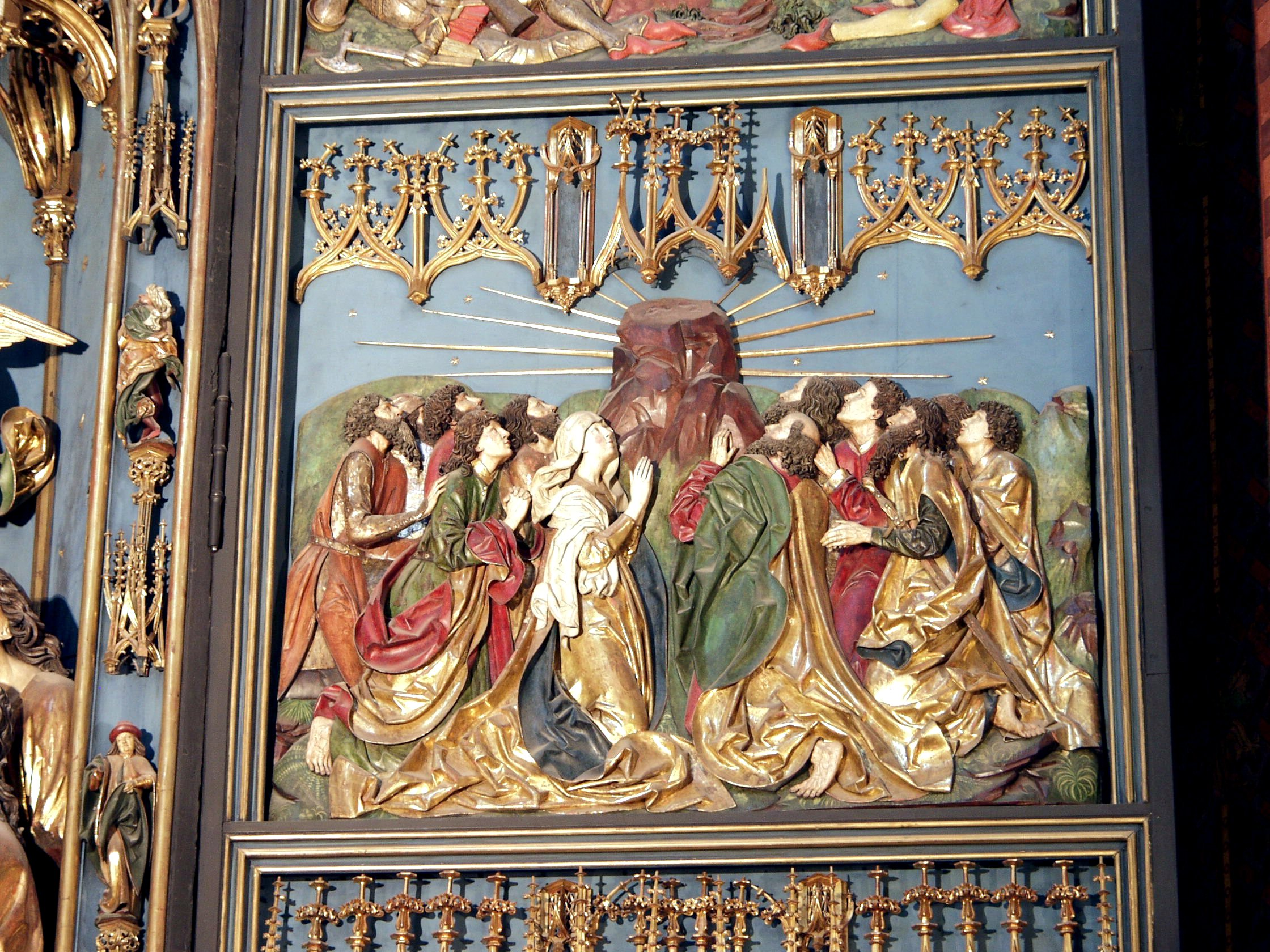
Вознесение Иисуса Христа
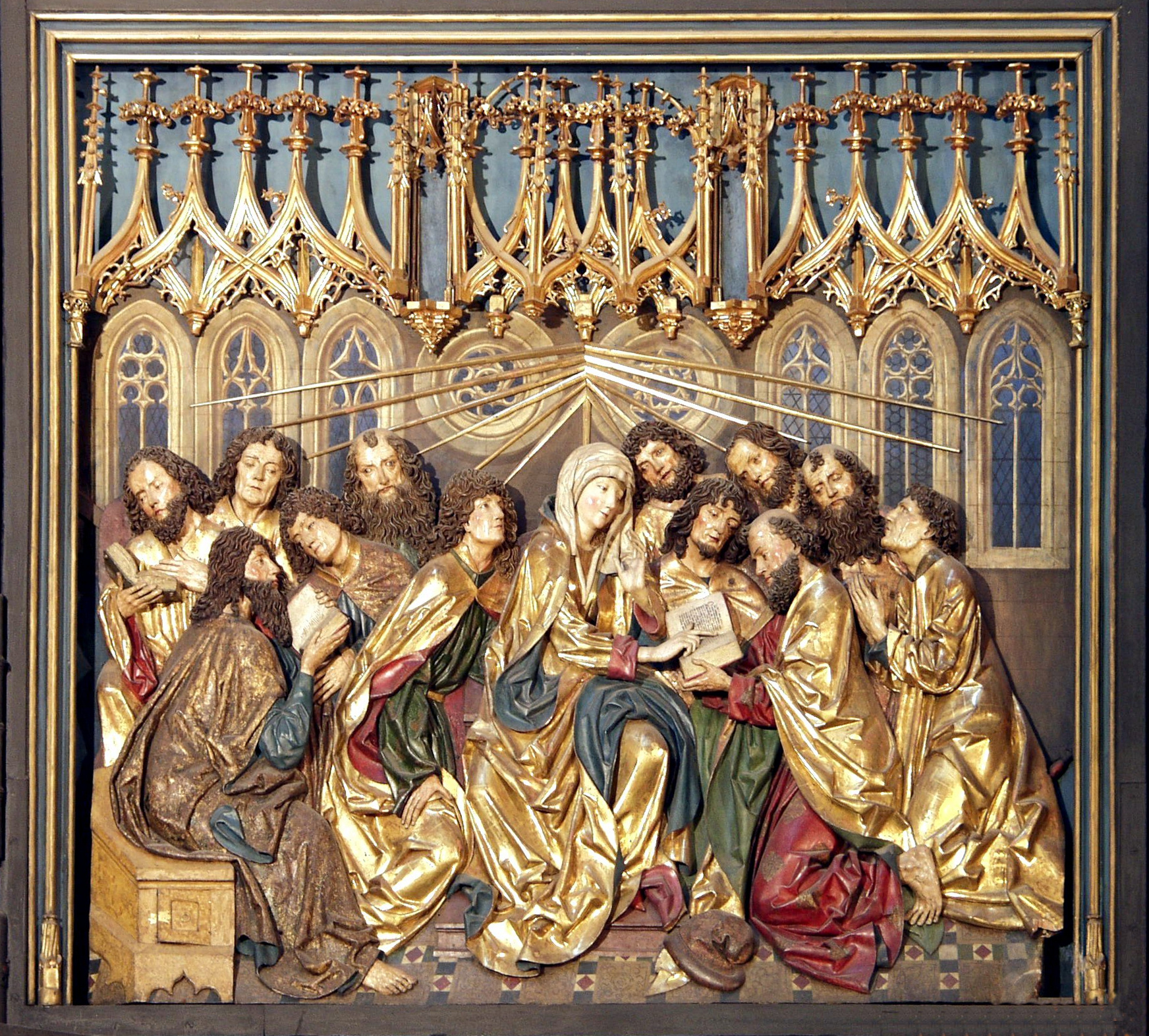
Сошествие Святого Духа на апостолов

## Источник
- Piotr Skubiszewski: Wit Stwosz. Warszawa: «Arkady»; Berlin : Henschelverlag ; Budapeszt : Corvina, 1985. ISBN 83-213-3198-X
- P. Burkhard, Arthur. The Cracow Altar of Veit Stoss. Munich, F. Bruckmann, 1972.
- Bujak, Adam — Rożek, Michał (text). Cracow — St. Mary’s Basilica. Biały Kruk, 2001, ISBN 83-914021-8-5
- Encyklopedia Krakowa, Wydawnictwo Naukowe PWN, Warszawa-Kraków 2000, ISBN 83-01-13325-2